# Eva Green
Eva Gaëlle Green (Parijs, 6 juli 1980) is een Franse actrice. Ze speelde bondgirl Vesper Lynd in Casino Royale (2006), waarvoor ze een Empire Award won en werd genomineerd voor een Saturn Award. Green spreekt Frans en Engels.

## Biografie
Green werd geboren in Parijs, als dochter van een Franse moeder en een Frans-Zweedse vader. Ze groeide op in het 17e arrondissement van Parijs. Ze is de dochter van actrice Marlène Jobert. Haar vader, Walter Green, is een tandarts, die ook al een keer verscheen in een film, namelijk Au hasard Balthazar uit 1966. Eva Green heeft een tweelingzus, Joy. Green volgde drie jaar een acteeropleiding in Parijs, waarna ze tien weken een cursus volgde op de Webber Douglas Academy of Dramatic Art in Londen.
In 2001 startte Green haar professionele acteercarrière door in diverse Franse toneelstukken te spelen. Haar eerste toneeloptreden was in het toneelstuk Jalousie En Trois Fax, waarin ze de rol van Iris voor haar rekening nam. De manier waarop ze die rol vertolkte werd gewaardeerd en ze werd genomineerd voor Les Molières (in de categorie Révélation Théâtrale Féminine), een belangrijke Franse toneelprijs.
In 2002 speelde ze haar tweede rol in een toneelstuk, genaamd Turcaret.
In 2003 maakte Green haar filmdebuut met een rol in Bernardo Bertolucci's film The Dreamers met Michael Pitt en Louis Garrel. Ze speelde de rol van Isabelle. Haar optreden in de film werd goed ontvangen door de critici. Ze kreeg wel kritiek vanwege haar aandeel in zeer expliciete seksscènes. Eva Green zei dat ze zich onder de leiding van regisseur Bertolucci op haar gemak voelde, maar beschaamd was toen haar familie de film zag. Toen in Amerika een minuut uit de film werd weggeknipt toonde ze zich verbaasd en zei: "In dat land is zoveel geweld. Daar hebben ze geen probleem mee. Maar ze zijn wel bang van naakt."
Daarna speelde ze in 2004 in de Franse film Arsène Lupin, geregisseerd door Jean-Paul Salomé. Deze film werd minder goed onthaald. Een jaar later speelde ze, aan de zijde van Orlando Bloom, Sibylla in het tijdens de kruistochten gesitueerde historisch epos Kingdom of Heaven van de bekende Engelse regisseur Ridley Scott.
In 2006 werd ze gecast als bondgirl Vesper Lynd voor de Bondfilm Casino Royale, waarin ze samenspeelde met James Bondacteur Daniel Craig. Ze is de vijfde Franse actrice die als bondgirl mag optreden (na Claudine Auger, Corinne Cléry, Carole Bouquet en Sophie Marceau). Omdat haar personage Vesper Lynd werkt voor de Britse regering, moest Green Engels met een duidelijk Brits accent spreken. Casino Royale ging in première op 17 november 2006.
Daarna werd Green gevraagd mee te werken aan de fantasy-actiefilm The Golden Compass, gebaseerd op het verhaal Northern Lights (Het Noorderlicht), het eerste deel van de trilogie Het gouden kompas van Philip Pullman. Ze nam de rol van Serafina Pekkala op zich, de koningin van een van de heksenstammen uit het Noorden. Daniel Craig, die ook in Casino Royale speelde, was eveneens in die film te zien, samen met Adam Godley en Nicole Kidman. De film werd geproduceerd door New Line Cinema.
In januari 2007 werd bekend dat Green genomineerd was voor een BAFTA Award voor aanstormend talent. Dit naar aanleiding van haar rollen in de films Casino Royale en The Dreamers. Ze moest het opnemen tegen Ben Whishaw (Perfume: The Story of a Murderer), Cillian Murphy (The Wind That Shakes the Barley), Naomie Harris (Miami Vice) en Emily Blunt (The Devil Wears Prada). Op 11 februari werd bekendgemaakt dat zij de winnaar was.
2014 kondigde zich als een topjaar aan voor haar: ze speelde onder meer de (hoofd)rol van Artemisia in het actiedrama 300: Rise of an Empire, de sequel van Zack Snyders historische oorlogsfilm 300 uit 2006. Belangrijke rollen volgen in de Deense wraakwestern The Salvation en in de neo noir misdaadthriller Sin City: A Dame to Kill For, Robert Rodriguez' vervolg op zijn Sin City uit 2005.

## Filmografie

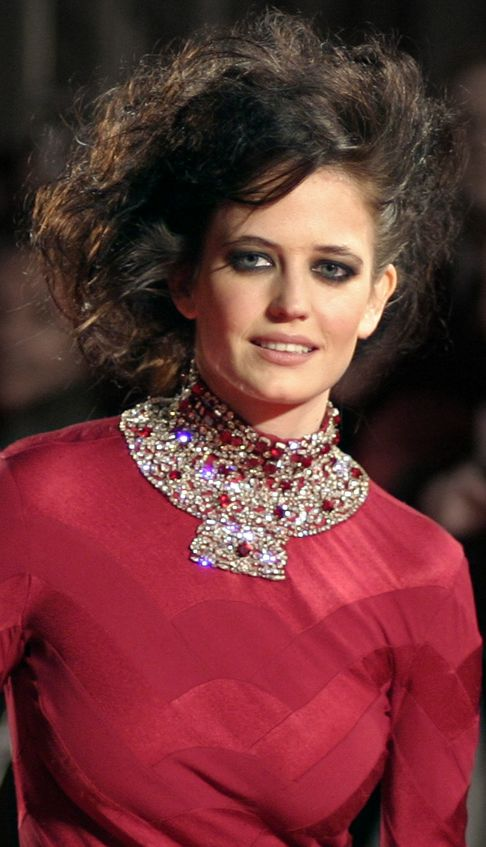
Eva Green bij de BAFTA in het Royal Opera House te Londen (2007)